# GeForce RTX 50系列

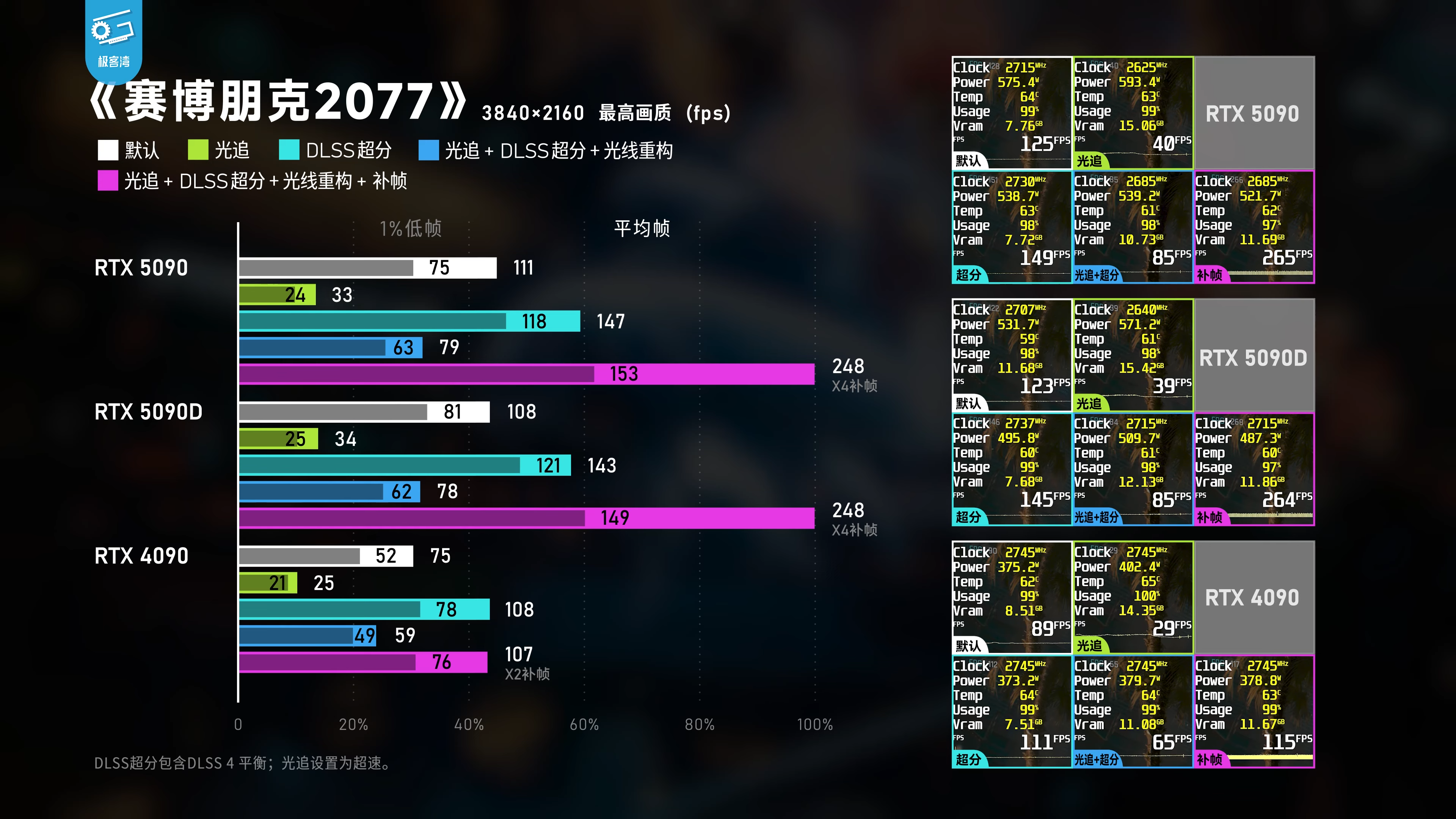
RTX 5090最高画质运行《赛博朋克2077》的帧率表现。原始性能下RTX 5090帧率较RTX 4090提高了约48%，开启DLSS 4.0多帧生成后则达到了两倍以上的帧率提升

GeForce RTX 50系列是由NVIDIA开发的消费级圖形處理器（GPU）产品系列，是GeForce系列GPU的最新产品和接替GeForce RTX 40系列的下一代产品。其于2025年1月6日在CES 2025上正式发布，其中RTX 5090和RTX 5080最先于2025年1月30日上市。

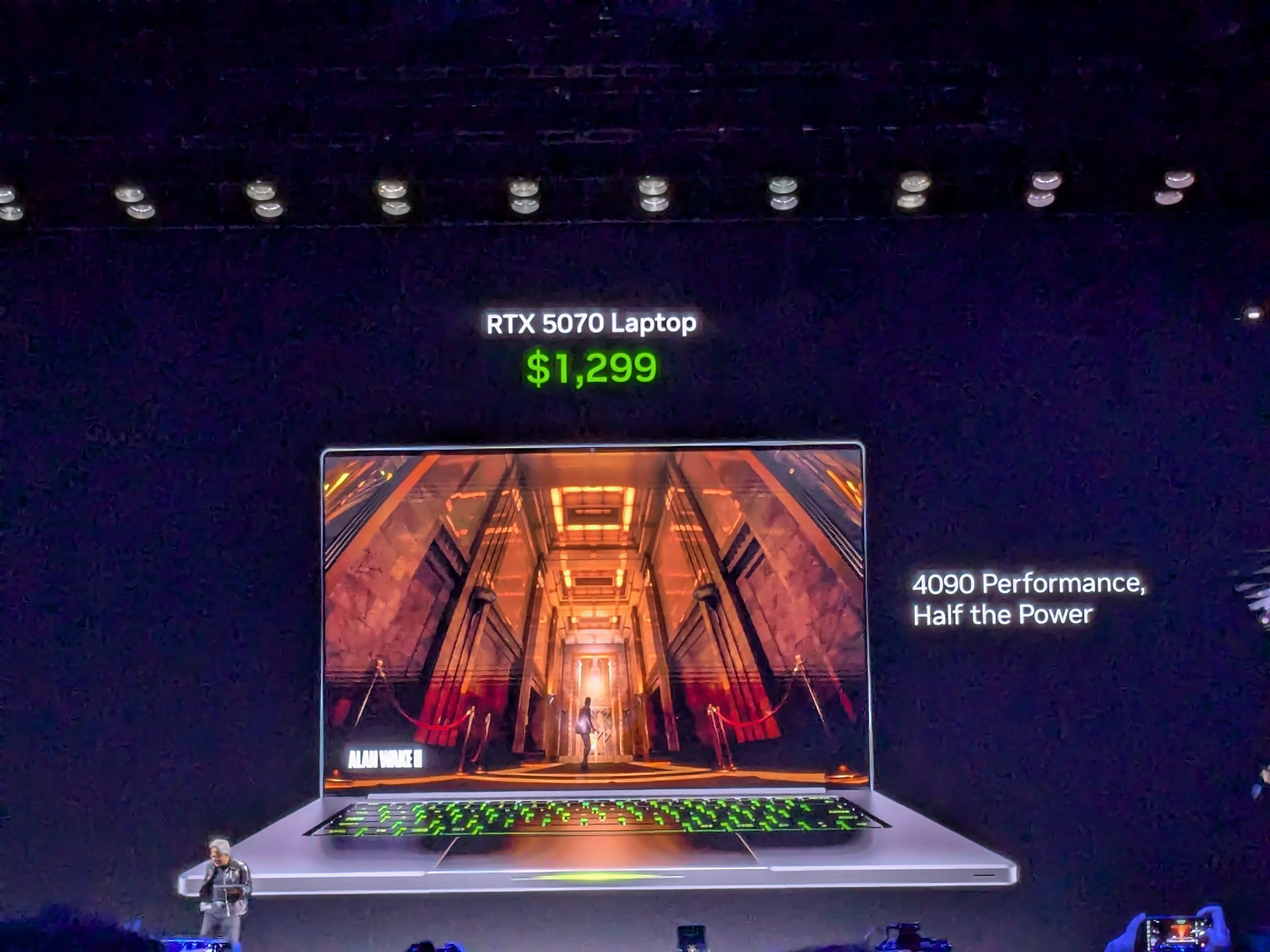
黃仁勳在CES 2025上展示配备有RTX 5070的笔记本电脑，称其能够以一半的功率实现RTX 4090笔记本电脑的性能

GeForce RTX 50系列由NVIDIA开发的Blackwell微架构提供支持，使用第五代張量核心（Tensor Core）和第四代光線追蹤核心（RT Core），并支持第四代深度学习超级采样（DLSS 4.0）。NVIDIA称在AI功能的支持下，该系列图形处理器性能为上一代对应型号产品的两倍，且RTX 5070能够提供与RTX 4090相当的性能。但测评显示GeForce 50系列原始性能并没有像GeForce 40系列一样较上一代大幅提升，而是更多的依赖于DLSS 4.0的多帧生成功能。

## 特性

### Blackwell微架构
GeForce RTX 50系列采用台积电4NP 5纳米制造工艺，由新开发的Blackwell微架构替代上一代使用的艾达·洛夫莱斯微架构（Ada Lovelace）。该架构以美国统计学家戴维·布莱克韦尔的名字命名，引入了第四代光線追蹤核心和支持FP4量化的第五代張量核心，以进一步提高光线追踪性能和AI算力，并将神经网络融合可编程着色器，推出DLSS 4.0、RTX神经着色器（RTX Neural Shaders）、RTX神经面孔（RTX Neural Faces）等技术。
NVIDIA首席执行官黃仁勳称：“Blackwell微架构融合了AI驱动的神经网络渲染和光线追踪，是自NVIDIA于25年前推出可编程着色技术以来在计算机图形领域最重要的创新。”

### GDDR7显存
GeForce RTX 50系列是首款采用GDDR7标准显存的消费级图形处理器（RTX 5050仍采用GDDR6），与先前系列使用的GDDR6和GDDR6X相比，GDDR7可在显存位宽相同时显著提高带宽。

### DLSS 4.0和Reflex 2
深度学习超级采样（DLSS）是NVIDIA由张量核心提供支持的神经渲染技术，可提高帧率（FPS）和图像质量。GeForce 50系列特供的DLSS 4.0与先前系列相比，使用Transformer模型替代传统的卷积神经网络（CNN） ，可在渲染中减少重影，提高稳定性、细节度和抗锯齿效果。DLSS 4.0亦引入多帧生成功能，可通过AI为渲染的每个帧生成三个额外帧以大幅提高帧率，GeForce RTX 40系列的DLSS 3.0仅能生成一个帧。NVIDIA称这能够使游戏和应用程序的性能比不开启DLSS提升8倍并减少所需显存，且有超过75款游戏在DLSS 4.0发布时集成多帧生成功能，黄仁勋则表示新一代DLSS将能够“预测未来”。
Reflex是NVIDIA开发的游戏延迟降低技术，可将PC延迟平均降低50%。GeForce 50系列使用的Reflex 2引入Frame Warp技术，通过在GPU渲染游戏帧时让CPU根据外设输入扭曲该帧位置，并使用预测渲染算法补全画面空隙，能够将PC延迟降低75%。

### 媒体引擎和输入输出
GeForce 50系列使用NVIDIA第九代NVENC视频编码器和第六代NVDEC视频解码器，首次提供了对4:2:2色度抽样格式编解码、MV-HEVC（多视图HEVC）编码，AV1 UHQ（超高质量模式AV1）解码的硬件支持。NVIDIA称HEVC和AV1的编码质量将提高5%，H.264的视频的解码速度将提高两倍。RTX 5090配备有三个编码器和两个解码器，视频导出速度比RTX 4090快60%；RTX 5080配备两个编码器和解码器；RTX 5070 Ti配备两个编码器和一个解码器；RTX 5070配备一个编码器和解码器。
GeForce 50系列产品全部采用PCIe 5.0总线接口和DisplayPort 2.1b、HDMI 2.1a视频接口标准，以支持更高的分辨率和刷新率，并使用PCI-SIG于2023年修改的12V-2x6连接线作为电源连接线。

## 产品

### 桌面版

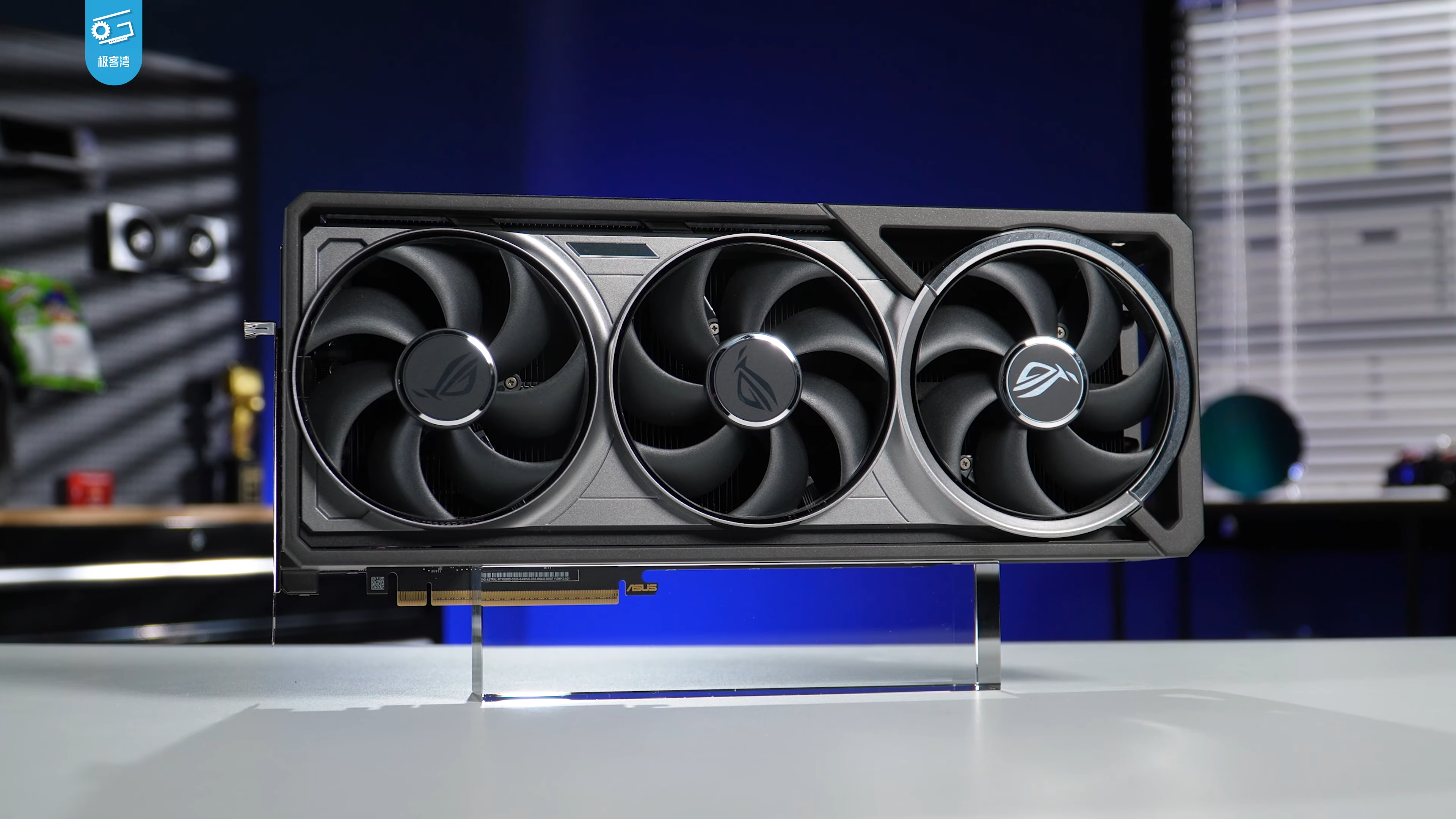
华硕推出的ROG ASTRAL RTX 5090 D显卡

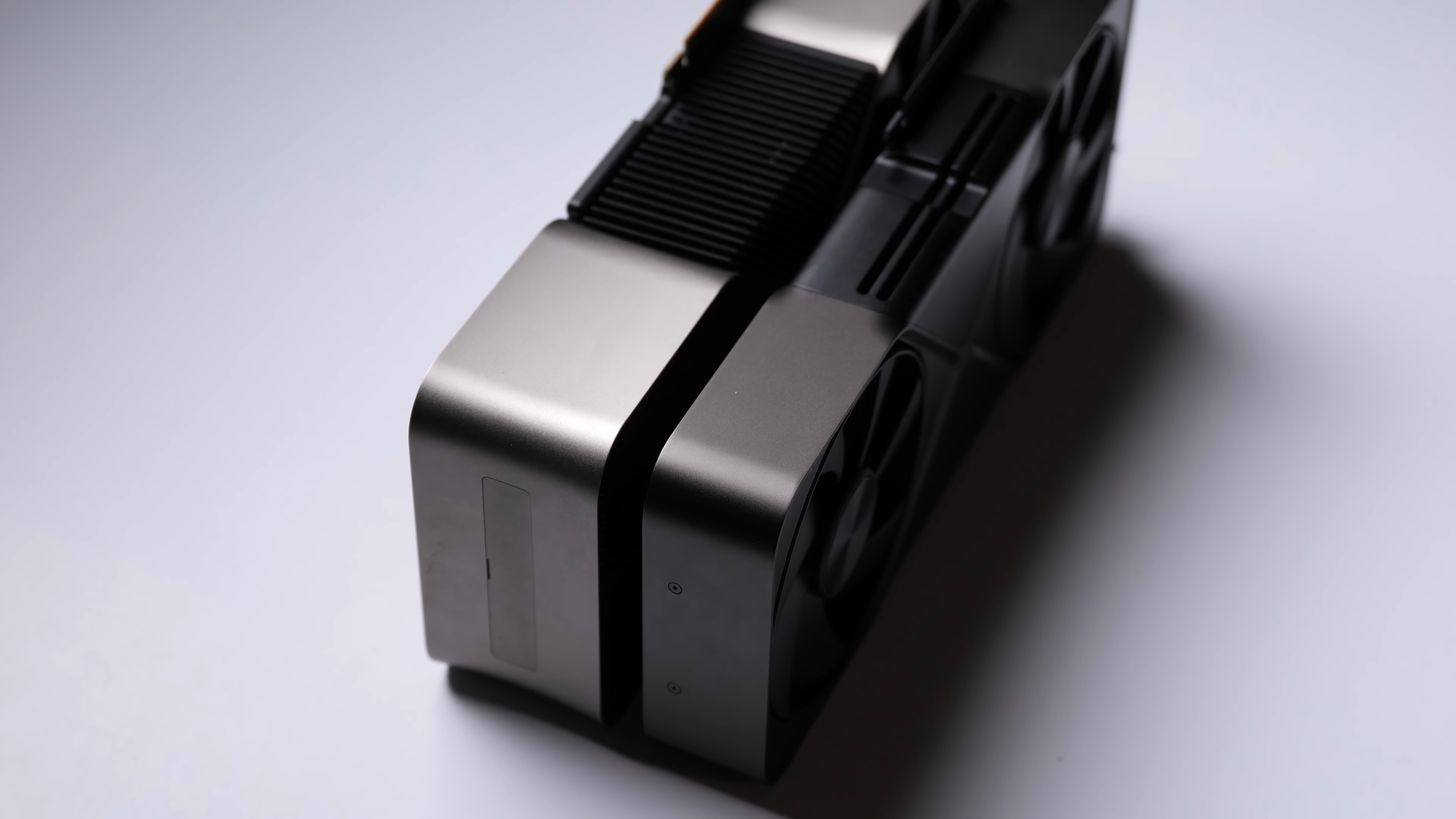
RTX 5090公版卡（右）和RTX 4090公版卡（左）厚度对比

RTX 5090、RTX 5080和RTX 5090 D于2025年1月30日上市，起售价分别为1,999美元、999美元和16,499元人民币；RTX 5070 Ti和RTX 5070分别于2025年2月20日和2025年3月5日上市，起售价分别为549美元和749美元；RTX 5060 Ti和RTX 5060分别于2025年4月16日和2025年5月上市，起售价分别为379美元（16GB型号为429美元）和299美元。除RTX 5090和RTX 5090 D外，GeForce 50系列产品起售价均比上一代对应型号低。
NVIDIA声称GeForce 50系列产品性能为上一代对应型号的两倍，且RTX 5070将能够提供与RTX 4090相当的性能。但此宣传被认为具有误导性，因为该提升是在开启DLSS多帧生成功能的前提下，无法反映产品原始的光栅化性能。专业测评显示在4K分辨率下，RTX 5090的光栅化游戏性能（平均帧率）比RTX 4090平均提高了约25%或27%；RTX 5080比RTX 4080平均提高了约15%，比RTX 4080 Super平均提高了约9%或13%；RTX 5070 Ti比RTX 4070 Ti平均提高了约20%或24%，比RTX 4070 Ti Super平均提高了约11%或14%；RTX 5070比RTX 4070平均提高了约25%，比RTX 4070 Super平均提高了约5%或8%。

#### RTX 5090
RTX 5090是GeForce 50系列的旗舰产品，具有21,760个CUDA核心，比RTX 4090多出5,376个，提升约33%；首次使用512bit位宽、1,792GB/s带宽的GDDR7显存，显存大小由RTX 4090的24GB提升至32GB，带宽提高接近80%；其热设计功耗也比前代高出125瓦，提升约30%。中国大陆特供的RTX 5090 D张量核心AI算力较RTX 5090减少约30%，但游戏性能不受影响。2025年4月18日，有媒体报道称NVIDIA暂时停止了RTX 5090 D显卡在中国大陆的生产和销售。2025年6月18日，有媒体报道称NVIDIA计划专为中国大陆市场推出进一步降低规格的RTX 5090 DD显卡。2025年7月，NVIDIA将RTX 5090 DD显卡正式定名为RTX 5090 D v2，并于2025年8月在中国大陆市场发售。
RTX 5090公版卡（Founders Edition）采用新的三片式PCB电路板和双流通散热系统设计，散热材料由硅脂改为液态金属，整个显卡厚度为两个插槽，进入正面两个风扇的气流可以直接通过底部的散热鳍片。对比三插槽厚度和单流通式散热的RTX 4090公版卡，RTX 5090公版卡具有更轻薄的外形和更好的散热性能。
| 型号                  | 上市日期      | 建议售价                | GPU代号     | 晶体管数量（亿） | 芯片面积（平方毫米） | SM数量 | 核心         | 核心             | 核心             | 核心             | 核心         | 核心            | 运算性能（TFLOPS） | 运算性能（TFLOPS）  | 运算性能（TFLOPS） | 运算性能（TFLOPS）     | 运算性能（TFLOPS） | 显存  | 显存       | 显存        | 显存         | 显存         | 缓存         | 缓存         | 填充率        | 填充率         | 热设计功耗（瓦） |
| 型号                  | 上市日期      | 建议售价                | GPU代号     | 晶体管数量（亿） | 芯片面积（平方毫米） | SM数量 | CUDA核心数量 | 渲染输出单元数量 | 纹理映射单元数量 | 光线追踪核心数量 | 张量核心数量 | 核心频率（MHz） | 运算性能（TFLOPS） | 运算性能（TFLOPS）  | 运算性能（TFLOPS） | 运算性能（TFLOPS）     | 运算性能（TFLOPS） | 显存  | 显存       | 显存        | 显存         | 显存         | 缓存         | 缓存         | 填充率        | 填充率         | 热设计功耗（瓦） |
| 型号                  | 上市日期      | 建议售价                | GPU代号     | 晶体管数量（亿） | 芯片面积（平方毫米） | SM数量 | CUDA核心数量 | 渲染输出单元数量 | 纹理映射单元数量 | 光线追踪核心数量 | 张量核心数量 | 核心频率（MHz） | 光线追踪核心       | FP16/FP32（非张量） | FP64（非张量）     | FP4张量（FP4 AI TOPS） | FP16张量           | 类型  | 大小（GB） | 位宽 (bit） | 频率（Gbps） | 带宽（GB/S） | L1缓存（MB） | L2缓存（MB） | 像素（Gpx/s） | 纹理（Gtex/s） | 热设计功耗（瓦） |
| --------------------- | ------------- | ----------------------- | ----------- | ---------------- | -------------------- | ------ | ------------ | ---------------- | ---------------- | ---------------- | ------------ | --------------- | ------------------ | ------------------- | ------------------ | ---------------------- | ------------------ | ----- | ---------- | ----------- | ------------ | ------------ | ------------ | ------------ | ------------- | -------------- | ---------------- |
| GeForce RTX 5050      | 2025年6月24日 | $249                    | GB207 - 300 |                  |                      | 20     | 2560         |                  |                  |                  |              |                 |                    |                     |                    |                        |                    | GDDR6 | 8          | 128         | 20           | 320          |              |              |               |                | 130              |
| GeForce RTX 5060      | 2025年5月19日 | $299                    | GB206-250   | 219              | 181                  | 30     | 3,840        | 48               | 120              | 30               | 120          | 2280 （2497）   |                    | 19.2                |                    | 614                    |                    | GDDR7 | 8          | 128         | 28           | 448          | 3.75         | 32           |               |                | 145              |
| GeForce RTX 5060 Ti   | 2025年4月16日 | $379（8GB）$429（16GB） | GB206-300   | 219              | 181                  | 36     | 4,608        | 48               | 144              | 36               | 144          | 2 407（2,572）  |                    | 23.7                | 0.37               | 759                    |                    | GDDR7 | 8/16       | 128         | 28           | 448          | 4.5          | 32           | 123.5         | 370.4          | 180              |
| GeForce RTX 5070      | 2025年3月5日  | $549                    | GB205-300   | 311              | 263                  | 48     | 6,144        | 80               | 192              | 48               | 192          | 2,160（2,510）  | 94                 | 30.9                | 0.48               | 988                    | 123.5（246.9）     | GDDR7 | 12         | 192         | 28           | 672          | 6            | 48           | 201           | 482.3          | 250              |
| GeForce RTX 5070 Ti   | 2025年2月20日 | $749                    | GB203-300   | 456              | 378                  | 70     | 8,960        | 96               | 280              | 70               | 280          | 2,300（2,450）  | 133                | 43.9                | 0.69               | 1,406                  | 175.8（351.5）     | GDDR7 | 16         | 256         | 28           | 890          | 8.75         | 48           | 235.4         | 686.6          | 300              |
| GeForce RTX 5080      | 2025年1月30日 | $999                    | GB203-400   | 456              | 378                  | 84     | 10,752       | 112              | 336              | 84               | 336          | 2,300（2,620）  | 171                | 56.3                | 0.88               | 1,801                  | 225.1（450.2）     | GDDR7 | 16         | 256         | 30           | 960          | 10           | 64           | 293.1         | 879.3          | 360              |
| GeForce RTX 5090 D    | 2025年1月30日 | ￥16,499                | GB202-300   | 922              | 750                  | 170    | 21,760       | 176              | 680              | 170              | 680          | 2,010（2,410）  | 318                |                     |                    | 2,375                  |                    | GDDR7 | 32         | 512         | 28           | 1,792        | 21.25        | 96           | 423.6         | 1636.8         | 575              |
| GeForce RTX 5090 D v2 | 2025年8月12日 | ￥16,499                | GB202-300   | 922              | 750                  | 170    | 21,760       | 176              | 680              | 170              | 680          | 2,010（2,410）  | 318                |                     |                    | 2,375                  |                    | GDDR7 | 24         | 384         | 28           | 1,792        | 21.25        | 96           | 423.6         | 1636.8         | 575              |
| GeForce RTX 5090      | 2025年1月30日 | $1,999                  | GB202-300   | 922              | 750                  | 170    | 21,760       | 176              | 680              | 170              | 680          | 2,010（2,410）  | 318                | 104.8               | 1.64               | 3,352                  | 419（838）         | GDDR7 | 32         | 512         | 28           | 1,792        | 21.25        | 96           | 423.6         | 1636.8         | 575              |

### 移动版
RTX 5090、RTX 5080、RTX 5070、RTX 5070 Ti和RTX 5060笔记本电脑的起步售价分别为2,899美元、2,199美元、1,599美元、1,299美元和1099美元，除RTX 5070和RTX 5060笔记本分别于2025年4月和5月上市，其他型号都于2025年3月上市。NVIDIA称通过高级电源门控、低延迟休眠等新架构的Max-Q技术，GeForce 50系列笔记本电脑的电池寿命较上一代相比延长了40%，且RTX 5070笔记本电脑能够以一半的功率实现RTX 4090笔记本电脑的性能。
| 型号                          | 上市日期  | 建议售价（美元） | CUDA核心数量 | SM数量 | 光线追踪核心（TFLOPS） | FP4张量（FP4 AI TOPS） | 显存       | 显存        | 显存         | 显存  | 热设计功耗（瓦） |
| 型号                          | 上市日期  | 建议售价（美元） | CUDA核心数量 | SM数量 | 光线追踪核心（TFLOPS） | FP4张量（FP4 AI TOPS） | 大小（GB） | 位宽 (bit） | 带宽（GB/S） | 类型  | 热设计功耗（瓦） |
| ----------------------------- | --------- | ---------------- | ------------ | ------ | ---------------------- | ---------------------- | ---------- | ----------- | ------------ | ----- | ---------------- |
| GeForce RTX 5050笔记本电脑    | 2025年6月 |                  |              |        |                        |                        |            |             |              |       |                  |
| GeForce RTX 5060笔记本电脑    | 2025年5月 | $1,099           |              |        |                        |                        | 8          |             |              |       |                  |
| GeForce RTX 5070笔记本电脑    | 2025年4月 | $1,299           | 4,608        | 36     | 94                     | 798                    | 8          | 128         | 448          | GDDR7 | 50-100           |
| GeForce RTX 5070 Ti笔记本电脑 | 2025年3月 | $1,599           | 5,888        | 46     | 133                    | 992                    | 12         | 192         | 672          | GDDR7 | 60-115           |
| GeForce RTX 5080笔记本电脑    | 2025年3月 | $2,199           | 7,680        | 60     | 171                    | 1,334                  | 16         | 256         | 896          | GDDR7 | 80-150           |
| GeForce RTX 5090笔记本电脑    | 2025年3月 | $2,899           | 10,496       | 82     | 318                    | 1,824                  | 24         | 256         | 1,344        | GDDR7 | 95-150           |

## 评价和反响

### RTX 5090
对RTX 5090的评价整体上较适中，其被认为是发售时市场上最强大的消费级GPU，且DLSS多帧生成的表现令人满意；但评论者也认为其价格和功耗过高，原始性能没有像RTX 4090一样较上一代大幅提升，且NVIDIA关于多帧生成的营销具有误导性。The Verge的汤姆·沃伦（Tom Warren）给RTX 5090打了7分（满分10分），称其为“新的4K游戏王者”，而且“很可能会引领我们进入一个软件改进比硬件本身更重要的时代”。TechSpot的史蒂文·沃尔顿（Steven Walton）给RTX 5090打了80分（满分100分），称其“未能满足人们对下一代旗舰GPU的期望”、“如果NVIDIA将其作为RTX 4090 Ti推出，不会有很多人表示惊讶”。PCGamesN的本·哈德威奇（Ben Hardwidge）给RTX 5090打了6分（满分10分），认为多帧生成功能还需更多的游戏提供支持，且“大多数RTX 4090用户目前几乎没有升级的必要”。Engadget的德文德拉·哈达瓦尔（Devindra Hardawar）表示RTX 5090“并不适合普通人”。

### RTX 5080
评论者多称赞RTX 5080的性价比和较低的功耗提升；但也指出其原始性能较前代只有略微提升，且与RTX 4090仍有较大差距。《Wired》的布拉德·伯克（Brad Bourque）给RTX 5080打了8分（满分10分），表示其“平衡了性能、功率要求和价格”。《PC Gamer》的戴夫·詹姆斯（Dave James）给RTX 5080打了76分（满分100分），称其是“几乎完全为多帧生成的游戏体验而打造的奇怪且平淡无奇的显卡”。IGN的杰奎琳·托马斯（Jacqueline Thomas）给RTX 5080打了7分（满分10分），认为其是一张非常实惠的4K显卡，但“并没有铁杆爱好者都希望看到的性能提升”。Ars Technica的安德鲁·坎宁安（Andrew Cunningham）称RTX 5080“就像RTX 4080 Super Super”，其表明除RTX 5090外的50系列GPU都“严重依赖多帧生成来实现代际性能改进”。

### RTX 5070 Ti
对RTX 5070 Ti的评价整体上较好，其被认为有着GeForce 50系列最佳的性价比，且相较于前代其在1440P和4K分辨率下的游戏性能普遍受到称赞；但评论者也多批评其发售时的實際零售价远高于建議售價。IGN的杰奎琳·托马斯给RTX 5070 Ti打了9分（满分10分），称其“是大多数人最好的4K显卡”，且是“该系列首款较前代实现显著提升的显卡”。《PC Gamer》的戴夫·詹姆斯给RTX 5070 Ti打了86分（满分100分），称其是“一款潜在的出色显卡”，凭借优秀的超频性能可以与RTX 5080相媲美，但“荒诞”的高价可能会使其陷入困境。《PC World》的布拉德·查科斯（Brad Chacos）表示RTX 5070 Ti原始性能几乎与RTX 4080 Super相当，且“使RTX 5080的吸引力大大降低”。Ars Technica的安德鲁·坎宁安表示RTX 5070 Ti本质上是支持多帧生成的RTX 4080。The Verge的汤姆·沃伦称RTX 5070 Ti为“更便宜的RTX 4080”，认为其较上一代的提升虽不如期望的那么高但已十分不错，且“ 是迄今为止50系列中最吸引人的产品”。GamesRadar+的菲尔·海顿（Phil Hayton）表示“我很乐意以合适的价格购买这款4K GPU”。

### RTX 5070
对RTX 5070的评价整体上较为冷淡，评论者多认为其在1440P分辨率下的游戏性能较好，但批评其与RTX 4070 Super几乎相同的原始光柵性能、与其他产品相比偏小的12GB显存、过高的市场零售价以及NVIDIA对其的误导性营销。TechRadar的约翰·洛夫勒（John Loeffler）给RTX 5070打了3分（满分5分），称其是“一张很难推荐的显卡”，特别是这个价位有很多性能相似的竞争产品。The Verge的汤姆·沃伦认为RTX 5070是理想的1440p显卡，但“绝对不是549美元的RTX 4090”。《PC Gamer》的戴夫·詹姆斯给RTX 5070打了61分（满分100分），称其像是RTX 5060，且AMD的RX 9000系列GPU的推出对其产生较大冲击。《PC World》的布拉德·查科斯表示RTX 5070“本质上是有DLSS 4的RTX 4070 Super”，但其仍是一款很好的1440p显卡。

### 争议
一些较早购买RTX 5090和5090 D非公版卡的用户反馈称在安装显卡驱动程序后出现黑屏和显卡无法被识别等问题。有媒体猜測其与新版显卡驱动有关，因為RTX 5080和先前系列GPU安裝新版驅動程序後也出現类似情况，此外其也可能與PCIe 5.0通道有關。NVIDIA证实了该问题，并表示可以通过其于2025年2月27日发布的新驱动程序或对应制造商的VBIOS更新进行修复。
RTX 5090公版卡也被用户曝出存在電源線和接口被熔毁以及電源線電流分布不均勻等问题。有觀點认为是用戶使用非官方電源線所致；也有觀點称因为NVIDIA自从GeForce 40系列开始移除了分流電阻，才導致此類事故更容易發生。在GeForce 50系列GPU发售前，NVIDIA曾表示新的供电接口和12V-2x6电源连接线绝对安全，不会再出现类似RTX 4090的熔毁问题,但後續還是陸續有RTX5090電源接口燒毀發生

有媒体报道称部分RTX 5090、RTX 5090 D、RTX 5080和RTX 5070 Ti所包含的渲染输出单元（ROP）数量比正常值少8个。NVIDIA全球公关总监本·贝拉翁多（Ben Berraondo）随后向The Verge证实了该问题，表示有少于0.5%的GPU受到影响，这使得其平均图形性能下降约4%，但对AI和计算工作负载并无影响，且目前生产异常已得到纠正。

## 脚注
1. ↑  GeForce RTX 5090 D仅在中国大陆销售，以代替RTX 5090。
2. ↑  即Streaming multi-processors，可译为流式多处理器。CUDA核心数=SM数×每个SM中的CUDA核心数。
3. ↑  括号内为加速频率。
4. ↑  括号内为使用稀疏技术的有效TFLOPS。